# Şabanözü
Şabanözü ist eine Stadt und ein Landkreis der türkischen Provinz Çankırı. Der Ort liegt etwa 30 Kilometer südwestlich der Provinzhauptstadt Çankırı. Er beherbergt knapp drei Viertel der Landkreisbevölkerung (2020: 74,4 %).
Der Landkreis liegt im Süden der Provinz. Er grenzt im Nordwesten an den Kreis Orta, im Norden an den Kreis Korgun, im Osten an den Kreis Eldivan und im Süden an die Provinz Ankara. Şabanözü ist über Landstraßen mit Orta im Norden, Eldivan im Osten und Çubuk im Süden verbunden. Durch die Stadt und den Landkreis fließt von Norden nach Süden der Şabanözü Çayı (auch Çekük Deresi), der weiter südlich in den Sey Çayı (auch Terme Çayı) mündet. Er ist etwa fünf Kilometer nordwestlich der Kreisstadt zum Karaören Göleti aufgestaut. Zwei weitere Seen liegen drei beziehungsweise fünf Kilometer südwestlich der Stadt. Im Süden des Kreises liegt der 1287 Meter hohe Sarıkız Dağı.
Der 1944 gebildete Landkreis besteht neben der Kreisstadt aus 18 Dörfern (Köy) mit durchschnittlich 166 Bewohnern. Büyükyakalı ist mit 432 Einwohnern das größte Dorf. Die Bevölkerungsdichte liegt mit 25,0 Einwohnern je km² knapp unter dem Durchschnittswert der Provinz (25,5 Einwohner je km²).